# Комити, Поль
Поль Сильвестр Комити (фр. Paul Sylvestre Comiti; 30 ноября 1921, Сотта — 5 марта 1997, Париж) — французский голлист, близкий соратник Шарля де Голля. Участник антинацистского Сопротивления во Второй мировой войне. В послевоенной Франции — начальник группы телохранителей президента де Голля. В 1960—1969 — руководитель голлистской «параллельной полиции» SAC.

## Участник Сопротивления
Родился в семье корсиканских крестьян. В 1940 агитировал против немецкой оккупации. Арестован вишистами, приговорён к десяти годам тюрьмы и двадцати годам запрета на проживание во Франции. Был заключён в военную тюрьму Бейрута. Через несколько месяцев сумел бежать.
В феврале 1941 Поль Комити присоединился к военно-морским силам Свободной Франции. Служил на кораблях в Средиземном море и в Индийском океане. Получил специальность матроса-механика, имел младшие командирские звания. В Движении Сопротивления Поль Комити стал фанатичным сторонником генерала Шарля де Голля.

## Охранник де Голля
После освобождения Франции Поль Комити — активист голлистского движения. Идеологически позиционировался как правый консерватор, республиканский националист, жёсткий антикоммунист. В 1947 вступил в партию Объединение французского народа (RPF). Всецело поддерживал де Голля, выступал за его возвращение к власти. Был одним из организаторов Службы порядка (SO) — силовой структуры RPF, созданной для уличного противостояния боевикам компартии. Участвовал в уличных столкновениях с коммунистами.
В 1958 парламентский режим Четвёртой республики сменился президентской Пятой республикой. Главой государства стал генерал де Голль. Телохранителей президента отбирал ведущий идеолог голлизма Андре Мальро. Ими стали парашютист Рене Овре, спортсмен-боксёр Роже Тессье, алжирец-кабил Анри Джуде; в 1963 на место Овре заступил снайпер Раймон Сассиа. Начальником президентской охранной группы был назначен Поль Комити.
Телохранители продемонстрировали высокую профессиональную квалификацию и исключительную личную верность де Голлю. Комити и его бойцов называли «гориллами Генерала», сами они с гордостью приняли это прозвище. Постоянно сопровождая де Голля, Комити стал известен всей стране как «тень Генерала». Одновременно он являлся своего рода «неформальным пресс-атташе» — активно общался со СМИ, считался непревзойдённым рассказчиком анекдотов.
4 января 1960 была учреждена SAC — Служба гражданского действия. Новая структура охраны и безопасности считалась «параллельной полицией» и являлась своего рода ударным политическим авангардом голлистского движения. В окружении де Голля куратором SAC был Жак Фоккар, первым главой Службы стал Пьер Дебизе. Но уже в 1960 Дебизе подал в отставку из-за несогласия с независимостью Алжира. Руководство SAC принял Поль Комити — «он тоже не понимал, почему Франция уходит из Алжира, но всё равно готов был убить за Генерала».
При участии Комити было предотвращено несколько покушений на де Голля, организованной террористами ОАС. Были выявлены тайные агенты ОАС в президентских структурах. После срыва одного из покушений Поль Комити получил звание комиссара полиции. По линии SAC продолжалось жёсткое силовое противостояние с коммунистами. Проводились спецоперации против корсиканских сепаратистов ФНОК. В дни Красного мая 1968 SAC и лично Комити активно поддерживали де Голля. Комити участвовал в организации массовой демонстрации сторонников де Голля на Елисейских полях 30 мая 1968. Акция собрала, по разным оценкам, от трёхсот тысяч до миллиона участников.
28 апреля 1969 Шарль де Голль ушёл в отставку. Благодарственное письмо в адрес SAC: «Я никогда не забуду неутомимой верности, которую бойцы SAC продемонстрировали мне на службе Франции», — было адресовано Полю Комити.

## После Генерала
С 1969 во главе SAC вновь стоял Пьер Дебизе. При президентах Жорже Помпиду и Валери Жискар д’Эстене Поль Комити оставался одним из руководителей SAC и продолжал служить в полиции. В 1975 получил звание дивизионного комиссара. Занимал пост в департаменте официальных визитов аппарата Жискар д’Эстена.
«Орьольская резня» в июле 1981 — убийство членами SAC заподозренного в измене офицера и членов его семьи — привела к судебному процессу и парламентскому расследованию деятельности SAC. Показания перед парламентской комиссией давал и Поль Комити. Он образно охарактеризовал менталитет, миросозерцание и идеологию SAC: «Христиане, которые идут прямо к Господу, минуя священника».
Скончался Поль Комити в возрасте 75 лет. Его сын Тони Комити — известный кинематографист, руководитель компании по производству документальных фильмов. В 2010 по французскому телевидению демонстрировался снятый при участии Комити-младшего фильм De Gaulle et ses gorilles — Де Голль и его гориллы.